# 伊萬尼夫卡 (特諾皮爾州伊萬尼夫齊市鎮)
49°16′28″N 25°49′8″E / 49.27444°N 25.81889°E
伊萬尼夫卡（烏克蘭語：Іванівка）是位於烏克蘭西部捷爾諾波爾州捷爾諾波爾區伊萬尼夫卡市鎮的村莊。該村始建於1576年，面積4.59平方公里，海拔高度310米，2001年人口1,592。